# Östtysklands ständiga representation i Bonn
Tyska demokratiska republikens ständiga representation (Ständige Vertretungen der Deutschen Demokratischen Republik) i Bonn var Östtysklands diplomatiska beskickining i Västtyskland mellan 1974 och 1990.  Den ständiga representationen upprättades som en följd av grundfördraget 1972, och samma år upprättades Västtysklands ständiga representation i Östberlin. Legationen verkade på regeringsnivå men saknade fullt diplomatiskt erkännande av Västtyskland.

## Bakgrund
Syftet med grundfördraget var bland annat att de bägge tyska staterna skulle ge varandra ett visst erkännande, och traktatet medförde exempelvis att de bägge staterna kunde bli medlemmar av Förenta nationerna 1973. Erkännandet, vilket från Västtysklands sida hade gått inom ramen för en ökad öppenhet mot öst vilket brukar refereras till som Ostpolitik, innebar dock inte att någondera parten accepterade den andra statens anspråk på suveränitet. 
Även om staterna gav varandra ett slags de facto-erkännande, vilket bland annat gav Östtyskland möjlighet att etablera diplomatiska förbindelser med stater i väst, betraktade fortfarande var och en den andra sidan som del av en obehörig och ännu pågående militär ockupation. Eftersom bägge staterna i formell mening såg sig själva som enda legitim regering i Tyskland, samt att de ockuperade delar som man inte själv kontrollerade fortfarande betraktades som ett inrikes territorium, var inte heller dessa beskickningar ambassader, utan ständiga representationer mellan staternas regeringar.

## Ständiga representanter
Tyska demokratiska republkens ständiga sändebud i Bonn:
- Michael Kohl (1974–1978)
- Ewald Moldt (1978–1988)
- Horst Neubauer (1988–1990).